# Красная гвардия (США)
Красная гвардия была американским «марксистско-ленинско-маоистским коллективом общественных организаторов и массовых работников», возникшим в Лос-Анджелесе с другими отделениями, действовавшими в Остине, Канзас-Сити, Питтсбурге и Шарлотте, а также в Сент-Луисе и Сан-Маркосе под отдельными названиями «Красный путь Сент-Луиса» и «Революционный фронт Сан-Маркоса» соответственно.
Группа названа в честь Красной гвардии, которая действовала при Мао Цзэдуне в Китайской Народной Республике во время Культурной революции и состояла из воинствующих студентов, которые вели кампанию против «реакционной и буржуазной» культуры Китая. Красная гвардия выступает против левых организаций, которые они считают ревизионистскими, таких как Демократические социалисты Америки (ДСА), Партия за социализм и освобождение (ПСЛ) и Коммунистическая партия США (КП США). По состоянию на 2022 год все отделения «Красной гвардии» были либо заброшены, либо объявили о своем роспуске.
Среди организаций, предположительно связанных с бывшими красногвардейцами, можно назвать Комитет по восстановлению КП США, Объединенное движение защиты соседей и недействующую «Бригаду Майка Рамоса».

## История
Красная гвардия в США впервые возникла в городе Остин, штат Техас, когда в 2015 году коммунисты, ранее участвовавшие в попытке создания коммунистической партии, основанной на марксистско-ленинско-маоистской идеологии, раскололись и вместо этого организовались в меньшую группировку, известную как Красная гвардия Остина, чья деятельность изначально ограничивалась благотворительностью и небольшими демонстрациями в пользу сообщества ЛГБТК+, которые обычно проводились под лозунгом «служим народу».
Позже в 2015 году красногвардейцы провели антиизбирательную кампанию, призывая к бойкоту выборов 2016 года под слоганом «Не голосуй, а бунтуй!»
18 июля 2016 года Красная гвардия Остина устроила демонстрацию солидарности с движением Black Lives Matter. Позже красногвардейцы подвергли резкой критике методы работы группы, а также ее руководство, заявив, что движение возглавляют «апологеты свиней».
После избрания президента Дональда Трампа в ноябре 2016 года красногвардейцы активизировали свои усилия, а Красная гвардия Остина заявила, что «Война не грядет, она здесь и сейчас» в своей полемике «Везде поле боя».
21 сентября 2017 года было опубликовано совместное заявление Революционного коллектива Канзас-Сити (позже известного как Красная гвардия Канзас-Сити), Красной гвардии Лос-Анджелеса, маоистского коллектива Тампы, маоистского коллектива Куин-Сити (позже известного как Красная гвардия Шарлотта), Красной гвардии Остина и Революционной ассоциации Хьюстона, в котором подверглось резкой критике и публично разорвал все связи с Революционным коллективом Сент-Луиса из-за предполагаемой «ужасающей культуры безопасности» и «вооруженной политики идентичности» в руководстве Революционного коллектива Сент-Луиса.
8 марта 2018 года Революционный коллектив Канзас-Сити перестроился как Красная гвардия Канзас-Сити благодаря «более высокому уровню единства, который был достигнут после почти двухлетней терпеливой борьбы с другими коллективами Красной гвардии, в частности с Красной гвардией Остина», в первую очередь в отношении вопросов «универсальности долгожителей».это война, партийная милитаризация и концентрическое построение трех инструментов революции".
17 декабря 2018 года Красная гвардия Остина была распущена после дальнейших разногласий; 18 мая 2019 года была распущена Красная гвардия Лос-Анджелеса. Оставшиеся отделения Красной гвардии с тех пор прекратили какую-либо официальную видимую деятельность.

## Идеология
Красногвардейцы выпустили обширное описание своей политической философии в позиционном документе, опубликованном в Интернете в 2016 году под названием «Приговорены к победе!». В статье объясняется, что теоретические структуры коллективов основаны на идеологии марксизма-ленинизма-маоизма, причем маоизм является основным. Красногвардейцы особо почитают Абимаэля Гусмана, также известного как «Председатель Гонсало», который возглавлял революционную организацию «Сияющий путь» и вел затяжную народную войну в Перу.
Канадский академик-маоист Дж. Муфавад-Пол идентифицирует эту идеологию как МЛМпМ, или «Маоизм-Ленинизм-Марксизм преимущественно Маоизм», догматическое подмножество маоизма, которое возникло на базе Французской коммунистической партии (марксизм-ленинизм-маоизм), небольшой французской маоистской партии, созданной в 2011 году и управлявшей сайтом lesmaterialistes.com.
Они критиковали другие левые группы, включая Демократических социалистов Америки, Партию за социализм и освобождение и Мировую рабочую партию.

## Принятие
«Красная гвардия» в целом была негативно воспринята большинством американских политических левых.
Партия социализма и освобождения (PSL) выступила с официальным осуждением «Красной гвардии». После предполагаемого нападения красногвардейцев в Остине PSL выпустила заявление, в котором приравняла провокации красногвардейцев к тактике, использовавшейся ФБР в рамках программы COINTELPRO, направленной на подавление левых диссидентов в 1960-х и 1970-х годах с помощью агентов-провокаторов.
Журнал «Cosmonaut» опубликовал редакционную статью Константина Свердлова с осуждением этой группы после инцидента 2019 года, когда члены «Красной гвардии Канзас-Сити» сорвали мероприятие, организованное местным отделением ДСА, напали на нескольких членов и выступили с публичным заявлением, осуждающим группу как «социал-фашистов». Свердлов описывает группу как догматичную и жестокую, регулярно срывающую организационные мероприятия и являющуюся «попутчиками фашизма».